# Felon (Territoire de Belfort)
Felon település Franciaországban, Territoire de Belfort megyében. Lakosainak száma 228 fő (2022. január 1.). Felon Petitefontaine, Angeot, Lachapelle-sous-Rougemont, Romagny-sous-Rougemont és Saint-Germain-le-Châtelet községekkel határos.

## Népesség
A település népességének változása:
| Lakosok száma | 246  | 246  | 250  | 244  | 240  | 239  | 239  | 233  | 228  |
|               | 2013 | 2015 | 2016 | 2017 | 2018 | 2019 | 2020 | 2021 | 2022 |